# Giải bóng đá vô địch quốc gia Quần đảo Cook 1997
Giải bóng đá vô địch quốc gia Quần đảo Cook 1997 là mùa giải thứ 24 được ghi nhận của giải đấu bóng đá cao nhất ở Quần đảo Cook, với việc không rõ kết quả ở các mùa giải từ 1951 đến 1969, mùa giải 1986 và cả 1988–1990. Avatiu giành chức vô địch lần thứ 4 được ghi nhận, và lần thứ 2 liên tiếp, mặc dù một số nguồn cho rằng họ cũng vô địch mùa giải 1993.